# Faisal Bodahoom
Faisal Bodahoom (24 de setembro de 1988) é um futebolista profissional bareinita que atua como atacante.

## Carreira
Faisal Bodahoom representou a Seleção Bareinita de Futebol na Copa da Ásia de 2015.